# 507 Laodica
507 Laodica је астероид главног астероидног појаса. Приближан пречник астероида је 43,78 km,
а средња удаљеност астероида од Сунца износи 3,157 астрономских јединица (АЈ).
Инклинација (нагиб) орбите у односу на раван еклиптике је 9,513 степени, а орбитални период износи 2049,594 дана (5,611 година). Ексцентрицитет орбите астероида износи 0,094.
Апсолутна магнитуда астероида износи 9,10 а геометријски албедо 0,211.
Астероид је откривен 19. фебруара 1903. године.